# Большой Ошмесвай
Большой Ошмесвай (удм. Бадӟым Ошмесвай) — деревня в Увинском районе Удмуртии России. Входит в Чеканское сельское поселение.

## География
Находится в центре республики, в северной части района, в пределах Центрально-Удмуртской низменности, на реке Ошмесвай, в 31 км к северо-востоку от посёлка Ува и в 48 км к северо-западу от Ижевска.
Единственной улицей деревни является улица Митенская.

## Население
| 2008 | 2010 | 2012 |
| ---- | ---- | ---- |
| 13   | ↘4   | ↗5   |

## Инфраструктура
Личное подсобное хозяйство.

## Транспорт
Проходит дорога местного значения.